# コノトプ空軍基地
コノトプ空軍基地（コノトプくうぐんきち、ウクライナ語: Авіабаза Конотоп）は、スームィ州コノトプに位置する、ウクライナ空軍の基地である。訓練拠点として使用されている。